# 흥사단

흥사단기

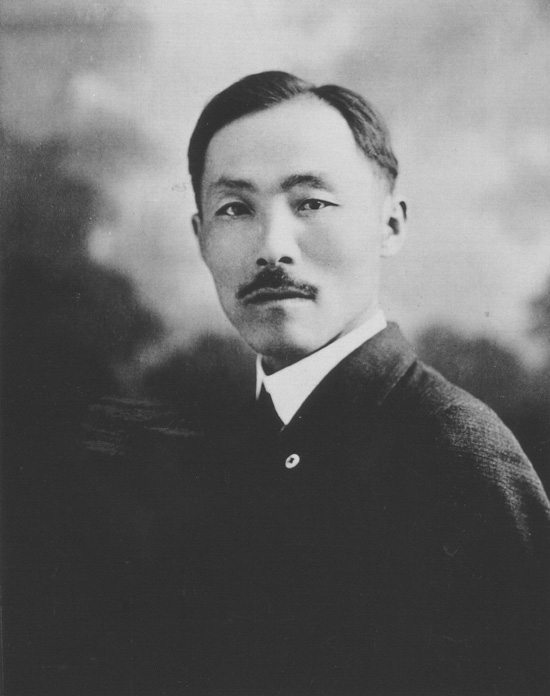
흥사단 창립자 도산 안창호

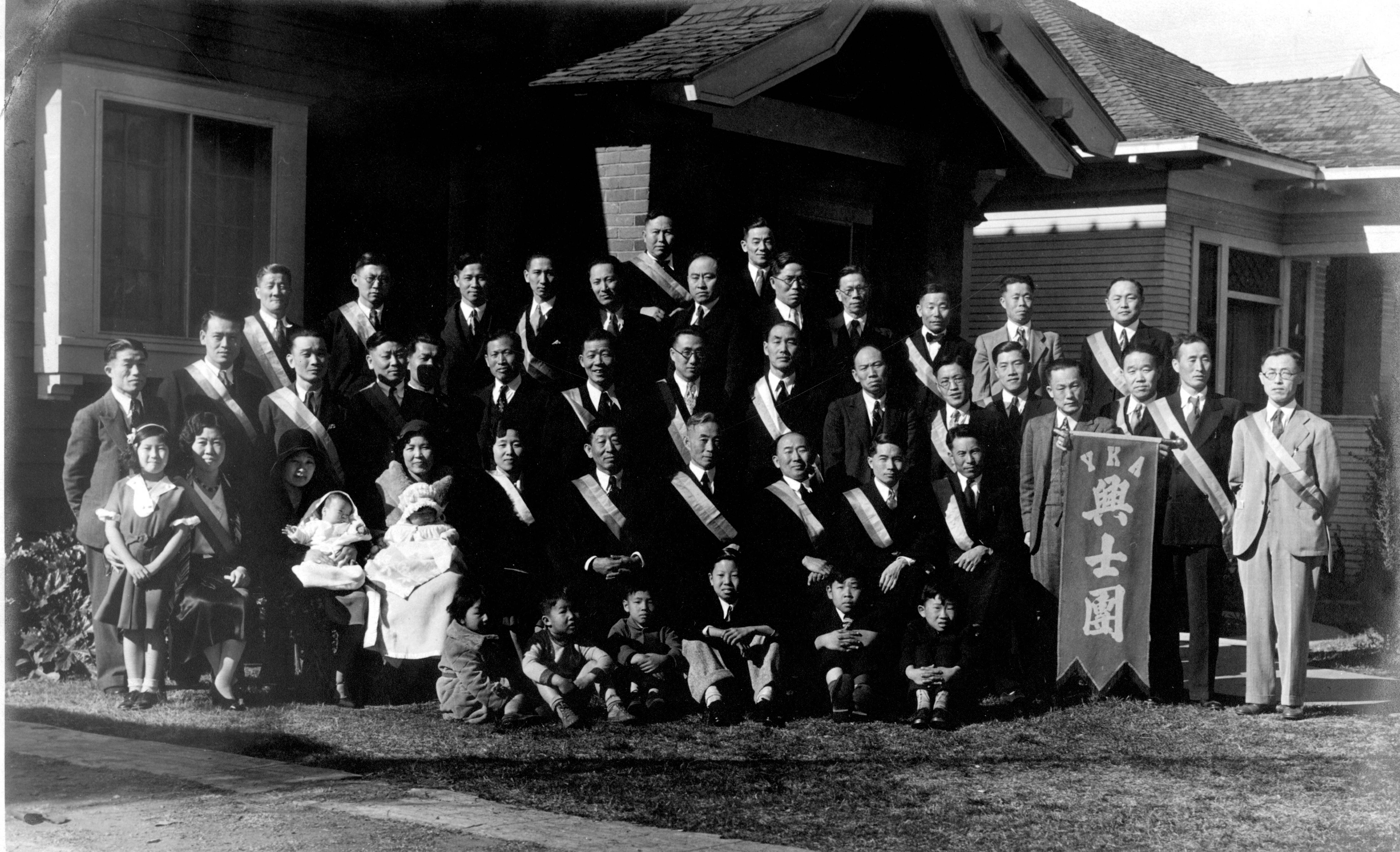
흥사단 깃발을 들고

흥사단(興士團)은 1913년 5월 13일 도산(島山) 안창호(安昌浩)가 미국 샌프란시스코에서 창립한 민족운동단체이다. 흥사단은 공립협회와 구국운동 비밀결사단체인 신민회에 뿌리를 두고 있으며, 신민회 산하 청년학우회가 흥사단의 전신이다.
흥사단은 창립에서 해방 시기까지 조국의 광복과 새로운 나라 건설의 이념적 기초를 제공하였을 뿐만 아니라 독립운동을 위한 조직적 재정후원과 일꾼양성을 통해 민족독립의 사명을 완수했다. 궁극적인 목표는 민족부흥을 위한 민족의 힘을 기르는 데 있고, 힘을 기르기 위해서는 인격훈련, 단결훈련, 민주시민훈련을 동맹수련(同盟修練)해야 하며, 국민 모두가 민족사회에 대한 주인의식을 가져야 한다고 했다.
또 국민 개개인이 건전한 인격자가 되기 위하여 4대 정신으로 무장할 것을 주장한다. ① 무실(務實):율곡(栗谷)이 지은 《격몽요결(擊蒙要訣)》 속의 ‘논무실위수기지요(論務實爲修己之要)’라는 제하에서 처음으로 사용된 용어로, 참되기 운동, 거짓말 안 하기 운동이다. ② 역행(力行):행하기를 힘쓰자는 뜻으로, 실천의 중요성을 가르치는 것이다. ③ 충의(忠義):사물이나 일을 대할 때에는 정성을 다하며, 사람을 대할 때에는 신의와 믿음으로 대하여야 한다. ④ 용감:옳음을 보고 나아가며, 불의를 보고 물러서지 않는 용기를 말한다.
일제강점기하의 흥사단과 흥사단우들은 안악사건, 105인사건, 3·1운동, 동우회 사건 등에 연루되어 옥고를 치르는 등 독립운동에 직접 간접으로 참여하였으며, 1926년에는 월간지 《동광(東光)》을 창간하여 1933년까지 40호를 속간하기도 하였다. 1912년 창간의 《신한민보》도 흥사단의 경영으로 국민교육과 계몽에서 일익을 담당하였다. 1949년 본부를 국내로 이전하고 미국본부를 미주위원회로 개칭, 1961년 5·16군사정변 때까지 ‘금요강좌’와 《새벽》지를 통한 사회교육에 진력하였다.
단체의 상징은 기러기(새)이다.

## 역사

### 배경
1909년 8월 신민회 산하에 청년운동단체로 설립한 청년학우회가 1910년 8월 국권 상실로 해체되었으나, 청년들에게 조선혼(朝鮮魂)을 일깨우고 심어주기 위한 이념이 흥사단에 그대로 계승되었다. 청년학우회는 무실, 역행, 자강, 충실, 근면, 정제, 용감 등을 강령으로 삼았고 이를 실천하기 위해 덕·체·지, 3육에 관한 동맹수련을 매일 한 가지 이상씩 행하여 공동체의 힘을 기르는 훈련을 하였다. 최남선 선생이 중앙 총무를 맡아 청년학우회를 운영하였으나, 이 모든 과정은 사실상 도산 안창호 선생의 구상과 꼼꼼한 지도·감독 하에 이루어졌다.

### 일제 강점기

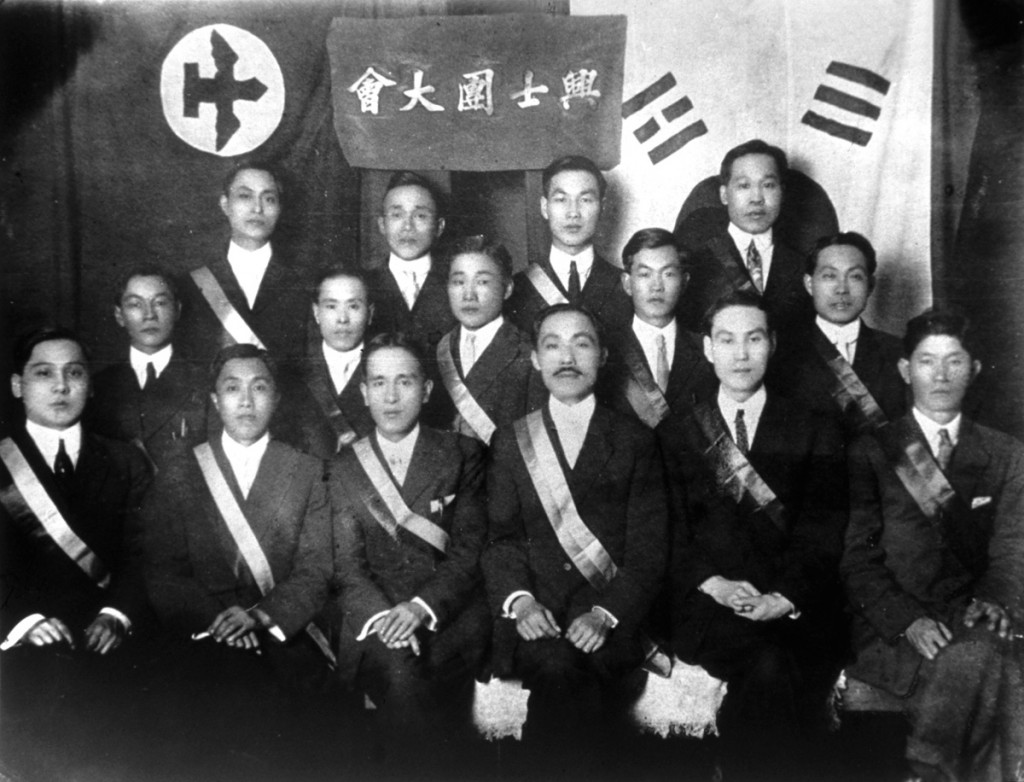
1916년의 흥사단 연례 대회 기념 촬영
(앞줄 가운데가 안창호, 맨 뒷줄 기러기 문양은 안창호가 직접 만든 흥사단의 단기)

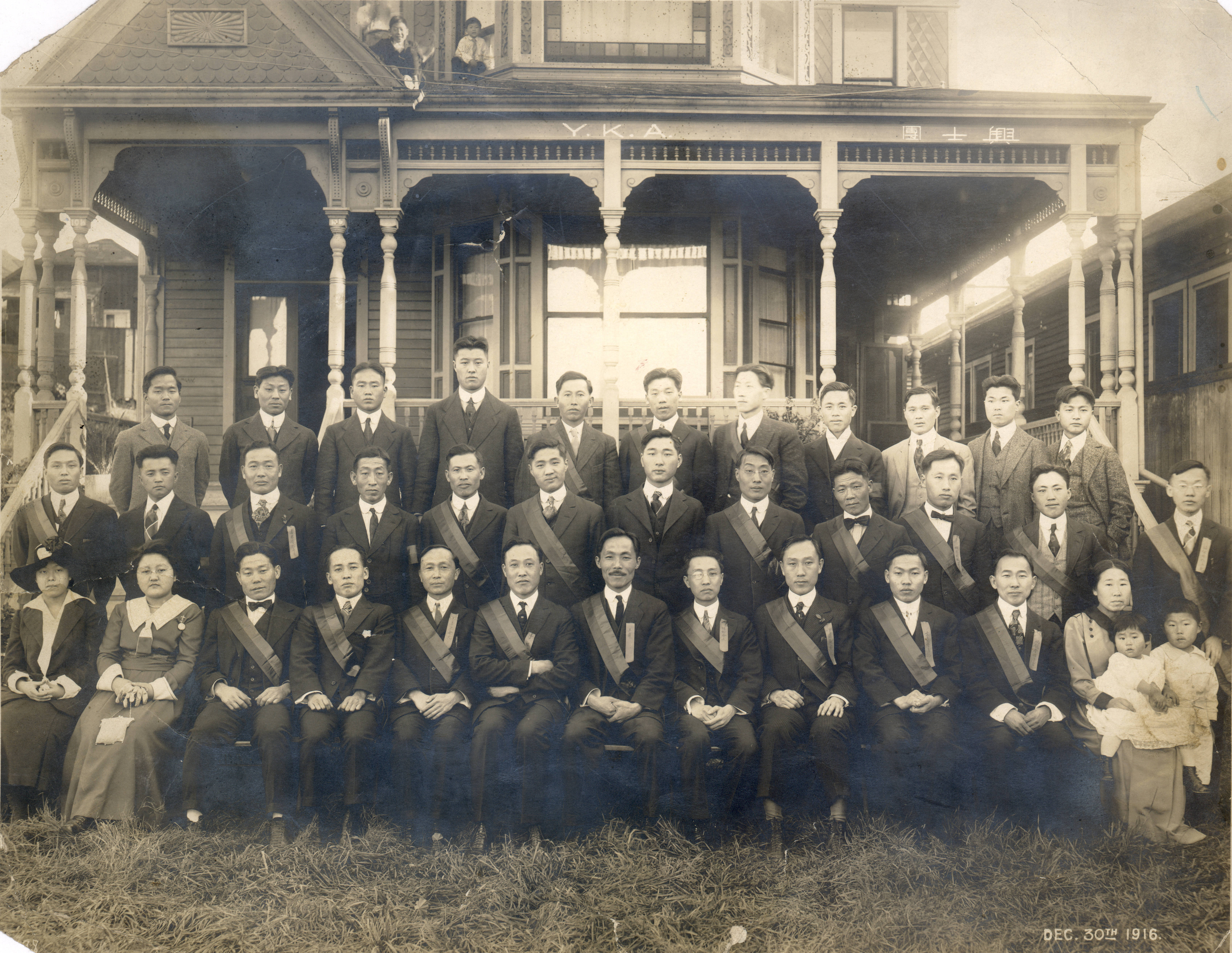
미국 로스엔젤레스 에서

1913년 5월 13일 미국 샌프란시스코에서 안창호, 하상옥, 정원도, 강영소, 홍언, 양주은 등 6인이 이대위 목사의 집례로 창단발기인대회를 개최하였고, 전권위원으로 안창호를 선출하였다. 그해 12월 20일, 홍언(경기도), 염만석(강원도), 민찬호(황해도), 송종익(경상도), 강영소(평안도), 김종림(함경도), 정원도(전라도) 등으로 창립위원회(위원장 홍언)를 구성하였고, 1914년 7월에 조병옥이 충청도대표로 선정하여 8도 대표 선정을 마쳤으나 후에 김항주(황해도), 김홍균(평안도) 대표로 교체되었다.
안창호, 이광수, 장이욱, 주요한, 주요섭, 김동원, 조병옥, 안병욱 등이 흥사단의 대표적인 인물들이었다. 흥사단 단우들은 안악사건, 105인사건, 3·1운동, 수양동우회 사건 등에 직,간접적으로 관여해 독립운동에 기여하였다.
흥사단은 독립운동을 위한 조직적 재정후원과 일꾼양성을 통해 민족독립의 사명을 완수하는 일에 매진했을 뿐 아니라 미국내 한인 교민들의 사회 활동, 권익 보호, 언론 활동, 교민 사회 단결과 사회 활동 등을 적극 지원하였다. 흥사단은 미국 캘리포니아와 샌프란시스코, 하와이, 필라델피아 등으로 지부가 확산되었고, 캐나다와 멕시코 등 한국인 교민들이 정착한 곳으로 지부가 확산되었다. 1919년에는 흥사단 원동지부(중국 상하이)가 결성되고, 1922년에는 이광수 등에 의해 흥사단 원동지부 조선지회가 조직되고, 흥사단 조선지회의 측면지원단체로 김동원에 의해 동우구락부, 이광수에 의해 수양동맹회가 조직되었다. 수양동맹회와 동우구락부는 다시 통합하여 수양동우회로 개편되었으나 1937년 수양동우회 사건을 계기로 해산되었다.

### 해방 이후
해방 이후 1948년에는 본부를 국내로 옮기고 재조직되었다. 장이욱, 안병욱, 김동원, 주요한, 주요섭, 조병옥 등이 흥사단의 주요 인물들이었다. 현재 본부는 서울 대학로에 있다. 잡지 《새벽》을 발간하였으며, 1948년 대한민국 정부 수립을 적극 지지하였고, 새 정부 수립 후 사회 개혁 운동, 고등학교·대학교·청년아카데미 조직을 바탕으로 한 교육 사업을 실시하였고, 장학 사업, 언론 감시 활동 등 다양한 정치, 사회 활동을 주관하거나 동참하였다. 현재까지 배출된 회원수는 10만명에 달한다.

### 현재
1990년대 시민사회 성장은 시민대중의 참여운동을 요구하였고, 흥사단은 이에 부응하여 민족통일운동(1997), 투명사회운동(2001), 교육운동(2002) 등 3대 시민운동을 비롯하여 지역사회 풀뿌리 시민운동을 전개하고 있다. 2013년 5월 13일, 창립 100주년을 기념하여 '민족을 위한 100년, 세계를 향한 100년'이라는 기치 아래 흥사단 비전을 선포함으로써 미래 100년을 내다보면서 지속 가능한 흥사단운동을 전개하기에 이르렀다.
이러한 시민운동 외에도 자원봉사센터, 청소년 회관, 수련관 등 전국에 24개 청소년 시설을 수탁·운영하고 있다.

## 역대 지도부

### 역대 이사장
- 안창호 1913년 ~
- 송종익
- 곽림대 1929년 ~
- 김성권
- 이암
- 한시대
- 이용설 1967년 ~
- 이대위
- 백낙준
- 박원선
- 최희송  ~ 1980년
- 김주흥 1980년 ~ 1983년
- 서영훈 1983년 1월 1일 ~
- 안병욱
- 안기영 ? ~ 1995년 1월
- 김종림 1995년 1월 ~ 1996년 12월 21일
- 김종림 1996년 12월 21일 ~ 1999년 1월 9일
- 이대형 1999년 1월 9일 ~
- 김소선
- 구치모 2006년 10월 18일 ~ 2007년 2월
- 박인주 2007년 2월 ~ 2009년
- 반재철 2009년 ~
- 이윤배 2014년 ~

### 역대 총재
- 유길준
- 안창호
- 서영훈

## 운동본부
흥사단은 ‘흥사단 3대운동’으로 민족통일운동본부와 투명사회운동본부, 교육운동본부를 운영한다.

### 민족통일운동본부
흥사단 민족통일운동본부 또는 흥민통은 1997년에 흥사단 3대운동 중 가장 먼저 생긴 운동본부이다. 중국에 거주하는 조선족 청소년과 대한민국 청소년이 한중청소년친선문화제를 주최하고, 통일아카데미, 통일포럼 등을 진행하는 통일운동 단체이다.

### 투명사회운동본부
1999년 5월에 흥사단 반부패투명사회위원회로 출발한 시민운동 단체로, 반부패 청렴운동이 목적이다. "죽더라도 거짓이 없어라"는 도산 안창호 선생의 말씀에 따라 우리 사회를 정직. 공정, 공익, 공개의 가치를 가진 깨끗한 사회로 만들고자 하는 투명사회운동을 한다. 국제수준에 부응하는 부패방지 입법(김영란 법 등)을 비롯한 정책활동과 공직자와 시민, 그리고 청소년들을 대상으로 청렴한 의식을 심어주는 교육활동을 전개하고 있다.

### 교육운동본부
2002년에 출범한 흥사단 교육운동본부는 건강한 청소년 육성이라는 목표를 위해, 민주적 교육체제의 구축과 청소년 세대의 의견 경청, 인성교육 실천 등을 과제로 삼고 있다. 2005년에는 교육운동본부 운영위원을 맡은 현직 교사가 학교내 폭력단체인 일진회의 실태를 폭로하기도 했다.

## 부설기관

### 도산아카데미
1950년대 후반부터 흥사단이 늙어가고 있다는 우려의 소리와 함께 청소년 운동의 필요성이 대두되기 시작하였고, 1956년 연차대회의 대회사에서 주요한이 새 세대의 청년에게 바톤을 넘겨줄 시기가 되었음을 선언함으로서 본격적으로 아카데미 창설 움직임이 시작되었다. 1948년에 조직된 청년부가 1956년에 분화되어, 고등학생회를 별도로 창립하고, 청년부의 활성화를 위한 방안이 모색되었다. 이 와중에 4·19혁명으로 새로운 전기를 맞은 흥사단은 대대적인 홍보활동과 재건 작업에 착수했다.
1963년 9월 1일에 제정된 ‘세포의 조직과 운영요강’에 따라, 각 지역 분회 조직과 청년 아카데미, 대학생 아카데미, 고등학생 아카데미, 중학생 아카데미, 소년 아카데미를 창립하기로 하였다. 그리하여 1963년 8월 25일에는 본부 강당에서 청년 아카데미가 창립 총회를 개최하고, 이어 8월 31일에는 대학생 서울 아카데미가, 9월 13일에는 고등학생 서울 아카데미가 창립을 보았다. 이어서 1963년 10월 5일 부산 분회가 창립되고, 10월 6일에는 서울 분회가 창립되고, 뒤를 이어서 인천(64. 1), 대구(64. 9), 광주(65. 9), 대전(66. 3), 청주(66. 6), 원주(66. 5) 전주(67. 11), 진주(67. 11), 여수(68. 9), 제주(68. 10) 등지에서 아카데미와 분회가 창립되었다. 지역에 따라서 약간의 차이가 있지만, 대개의 경우 분회 보다 오히려 아카데미가 먼저 창립되었으며, 그 후 오랫동안 지방 조직에서 실질적으로 조직체의 생명은 아카데미에 의하여 유지되어 왔다.
민족의 스승 도산 안창호 선생의 정신과 사상을 바탕으로 통일 문제를 비롯한 국가 사회 발전에 필요한 과제를 연구하고 실천함으로써 한국 사회 발전에 이바지하고자 아카데미 운동은 1989년 6월 3일, 흥사단 부설 '도산아카데미연구원' 설립으로 계승되었으며, 2000년 7월 19일, 행정자치부에 '사단법인 도산아카데미'로 등록하여 오늘에 이르고 있다.
그 동안 학술 및 정책 연구, 사회 교육 및 지도자 훈련, 홍보 및 출판 사업을 꾸준히 전개해 왔으며, 특히 한국 사회를 움직이는 지도층 인사들을 대상으로 도산 정신을 일깨워 옴으로써 지식인 사회를 이끄는 지도자 모임으로 자리매김하고 있다. 현재 도산아카데미는 조찬세미나, 스마트사회지도자포럼, CEO코칭포럼 등을 운영하고 있다.
주요 사업
- 민주 시민 의식을 함양하는 사업
- 도산 안창호 선생의 정신을 실천,보급하는 사업
- 국가 사회 발전과 관련된 정책 연구 사업
- 토론회 및 강연회 개최
- 회보 발간 및 출판 사업
- 기타 법인 목적 달성에 필요한 사업

## 같이 보기
| - 안창호 - 유길준 - 이광수 - 신민회 - 대한인 국민회 - 수양동맹회 - 동우구락부 - 주요한 - 주요섭 - 유상규 - 윤치오 - 곽상훈 - 박순천 - 장이욱 | - 민족 개조론 - 수양동우회 - 신간회 - 근우회 - 계몽주의 - 김동원 - 장택상 - 안병욱 - 이인 - 조병옥 - 박순천 - 김성수 |